# アキヒト属
アキヒト属(Akihito)とは、スズキ目ハゼ科に属する魚類の1属。

## 概要
アキヒト属は、2007年にRonald E. Watson、Philippe Keith、Gérard Marquetによって記載されたアキヒト・バヌアツ (A. vanuatu) が最初の発見であり、同属のタイプ種になっている。Watsonら3人は2008年にも同属の新種、アキヒト・フツナ (A. futuna) を発見している。
アキヒト属の学名は、ハゼの研究者としても知られている日本の第125代天皇であった上皇明仁に対する献名である。「明仁」を得て学名となったのは1992年のプラティゴビオプシス・アキヒト (Platygobiopsis akihito) 、および2005年のエクシリアス・アキヒト (Exyrias akihito) に次いで3例目であり、種小名ではなく属名につけられたのは初めてである。

## 生態
アキヒト属のハゼは、体長が最大でも6.0cmの小さなハゼである。普段は淡水生で、アキヒト・バヌアツはバヌアツ、アキヒト・フツナはウォリス・フツナにある川に生息しており、繁殖の時のみ海に移動する。採集した個体を解剖した結果、昆虫や甲殻類を食べていると考えられている。アキヒト・フツナは個体数が少なく、絶滅が心配されている。

## 一覧
- アキヒト・フツナ A. futuna
- アキヒト・バヌアツ A. vanuatu - タイプ種